# Saint-Joire
Saint-Joire és un municipi francès situat al departament del Mosa i a la regió del Gran Est. L'any 2007 tenia 258 habitants.

## Demografia

### Població
El 2007 la població de fet de Saint-Joire era de 258 persones. Hi havia 112 famílies, de les quals 36 eren unipersonals (20 homes vivint sols i 16 dones vivint soles), 40 parelles sense fills i 36 parelles amb fills.
La població ha evolucionat segons el següent gràfic:
Habitants censats

### Habitatges
El 2007 hi havia 130 habitatges, 111 eren l'habitatge principal de la família, 11 eren segones residències i 8 estaven desocupats. 126 eren cases i 4 eren apartaments. Dels 111 habitatges principals, 98 estaven ocupats pels seus propietaris, 12 estaven llogats i ocupats pels llogaters i 1 estava cedit a títol gratuït; 5 tenien dues cambres, 18 en tenien tres, 28 en tenien quatre i 60 en tenien cinc o més. 85 habitatges disposaven pel capbaix d'una plaça de pàrquing. A 54 habitatges hi havia un automòbil i a 38 n'hi havia dos o més.

### Piràmide de població
La piràmide de població per edats i sexe el 2009 era:
| Homes | Edats   | Dones |
| ----- | ------- | ----- |
| 0     | 95 o +  | 0     |
| 0     | 90 a 94 | 1     |
| 2     | 85 a 89 | 1     |
| 3     | 80 a 84 | 3     |
| 5     | 75 a 79 | 6     |
| 12    | 70 a 74 | 10    |
| 7     | 65 a 69 | 7     |
| 3     | 60 a 64 | 9     |
| 5     | 55 a 59 | 9     |
| 12    | 50 a 54 | 4     |
| 9     | 45 a 49 | 7     |
| 12    | 40 a 44 | 6     |
| 8     | 35 a 39 | 10    |
| 11    | 30 a 34 | 8     |
| 4     | 25 a 29 | 8     |
| 11    | 20 a 24 | 6     |
| 9     | 15 a 19 | 10    |
| 11    | 10 a 14 | 9     |
| 18    | 5 a 9   | 6     |
| 10    | 0 a 4   | 7     |

## Economia
El 2007 la població en edat de treballar era de 145 persones, 102 eren actives i 43 eren inactives. De les 102 persones actives 94 estaven ocupades (54 homes i 40 dones) i 8 estaven aturades (8 dones i 8 dones). De les 43 persones inactives 16 estaven jubilades, 15 estaven estudiant i 12 estaven classificades com a «altres inactius».

### Ingressos
El 2009 a Saint-Joire hi havia 112 unitats fiscals que integraven 270 persones, la mediana anual d'ingressos fiscals per persona era de 16.584,5 €.

### Activitats econòmiques
Dels 5 establiments que hi havia el 2007, 1 era d'una empresa extractiva, 1 d'una empresa de construcció, 1 d'una empresa de comerç i reparació d'automòbils, 1 d'una empresa de transport i 1 d'una entitat de l'administració pública.
Dels 4 establiments de servei als particulars que hi havia el 2009, 1 era una oficina de correu, 1 lampisteria i 2 electricistes.
L'any 2000 a Saint-Joire hi havia 12 explotacions agrícoles que ocupaven un total de 1.253 hectàrees.

## Poblacions més properes
El següent diagrama mostra les poblacions més properes.